# Gouvernement Touadéra I
Ve République
Gouvernement Doté III Gouvernement Touadéra II
Le Gouvernement Touadéra I est le gouvernement de la République centrafricaine de la publication du décret présidentiel  du 22 janvier 2008, jusqu’à la nomination du Gouvernement Touadéra II, le 19 janvier 2009. Ce gouvernement est nommé par le président François Bozizé.

## Composition
Le gouvernement Touadéra I est composé de 30 membres, dont le premier ministre, 4 ministres d’État, 18 ministres et 7 ministres délégués.

### Premier ministre
- Premier ministre : Faustin Touadéra

### Ministres d’État
- 1. Ministre d'Etat au Développement rural : Jean-Eudes Teya
- 2. Ministre d'État au Plan, à l'Économie et à la Coopération  Internationale : M. Sylvain Maliko (KNK)
- 3. Ministre d'État aux Mines, à l'Énergie et à l'Hydraulique :  Lieutenant-Colonel Sylvain Doutingaï (KNK)
- 4. Ministre d'État aux Transports et à l'Aviation Civile : Colonel Anicet Parfait Mbay (KNK)

### Ministres
- 5. Ministre de la Défense nationale, des Anciens combattants, des Victimes de guerre, du Désarmement et de la Restructuration de l'Armée: le Général d'Armée François Bozizé
- 6. Ministre de l'Intérieur Chargé de la Sécurité publique: le général de Brigade Raymond Paul Ndougou
- 7. Ministre de la Famille, des Affaires Sociales et de la solidarité Nationale: Mme Marie Solange Pagonendji-Ndakala
- 8. Ministre de la Jeunesse des Sports des Arts et de la Culture: M. Désiré Kolingba
- 9. Ministre des Finances et du Budget: M. Emmanuel Bizot
- 10. Ministre de la Justice Garde des sceaux: M. Maleyombo Thierry Savonarole
- 11. Ministre des Postes et Télécommunications, chargé de Nouvelles technologies: Fidèle Gouandjika
- 12. Ministre chargé du Secrétariat Général du Gouvernement et des Relations avec le Parlement: M. Laurent Ngon Baba
- 13. Ministre du Développement du Tourisme et de l'Artisanat: Mme Bernadette Sayo
- 14. Ministre des Affaires Etrangères, de l'Intégration régionale et de la Francophonie: M. Dieudonné Kombo Yaya
- 15. Ministre de l'Equipement et du Désenclavement: M. Cyriaque Samba Panza
- 16. Ministre de la Fonction Publique, du Travail de la sé curité sociale et de l'Insertion Professionnelle des jeunes: M. Gaston Mackouzangba
- 17. Ministre des Eaux Forêts Chasses et Pêches et de l'Environnement: Mme Yvonne Mboïssona
- 18. Ministre de la Santé Publique de la Population et de la Lutte de contre le Sida: M. Faustin Ntelnoumbi
- 19. Ministre de l'Education Nationale de l'Alphabétisation de l'Enseignement Supérieur et de la Recherche : M. Bernard Lalah Bonamna
- 20. Ministre du Commerce, de l'Industrie, des Petites et Moyennes Entreprises: Mme Émilie Béatrice Epaye
- 21. Ministre de la Communication, du Civisme, du Dialogue et de la Réconciliation Nationale: M. Cyriaque Gonda
- 22. Ministre de la Reconstruction des Edifices Publics, de l'Urbanisme et de Logement: M. Jean Serge Wafio

### Ministres délégués
- 23. Ministre Délégué auprès du Ministre D'Etat au développement Rural Chargé de l'Agriculture: Dr. David Banzokou
- 24. Ministre délégué auprès du ministre d'Etat aux Mines, à l'Energie et à l'Hydraulique chargé de l'Energie et de l'Hydraulique: M. Jean Chrysostome Mekondongo
- 25. Ministre Délégué auprès du ministre d'Etat au Plan à l'Economie et à la Coopération Internationale, chargé de la Coopération Internationale: Mme Marie-Reine Hassen
- 26. Ministre Délégué auprès du ministre de l'Education Nationale, de l'Alphabétisation, de l'Enseignement Supérieur et de la Recherche chargé de l'Enseignement Primaire et Secondaire: M. Ambroise Zawa
- 27. Ministre Délégué auprès du ministre de la Défense nationale, des Anciens Combattants, des Victimes de Guerre, du désarmement et de la restructuration de l'Armée chargé du Désarmement, de la restructuration de l'Armée, des Anciens Combattants et des Victimes de Guerre: M. Francis Bozizé
- 28. Ministre Délégué auprès du ministre de Commerce de l'Industrie, des Petites et Moyennes Entreprises Chargé du Guichet Unique: M. Aurélien Simplice Zingas
- 29. Ministre Délégué auprès du ministre des Eaux Forêt Chasses et Pêches et de l'Environnement chargé de l'Environnement: M. Raymond Adouma